# Meijin 2005
Il Meijin 2005 è stata la 30ª edizione del torneo goistico giapponese Meijin.

## Qualificazioni
Dalle eliminatorie i giocatori qualificati al torneo finale sono stati Hideyuki Sakai, Cho Sonjin e Masaki Ogata.

## Torneo
- W indica vittoria col bianco
- B indica vittoria col nero
- X indica la sconfitta
- +R indica che la partita si è conclusa per abbandono
- +N indica lo scarto dei punti a fine partita
- +F indica la vittoria per forfeit
- +T indica la vittoria per timeout
- +? indica una vittoria con scarto sconosciuto
- V indica una vittoria in cui non si conosce scarto e colore del giocatore

| Giocatore        | N.Y.  | S.K.  | T.I.  | K.Y. | O.M.  | K.Y.  | C.S.  | M.O.  | H.S. | Risultato | Note                                     |
| ---------------- | ----- | ----- | ----- | ---- | ----- | ----- | ----- | ----- | ---- | --------- | ---------------------------------------- |
| Norimoto Yoda    | –     | X     | X     | X    | W+1,5 | X     | W+R   | B+3,5 | X    | 5-3       |                                          |
| Satoru Kobayashi | W+0,5 | –     | B+8,5 | W+R  | B+3,5 | X     | B+R   | W+0,5 | B+R  | 7-1       | Qualificato allo spareggio per la finale |
| Toshiya Imamura  | B+5,5 | X     | –     | X    | W+R   | B+R   | W+4,5 | B+R   | W+R  | 6-2       |                                          |
| Keigo Yamashita  | W+1,5 | X     | W+R   | –    | B+R   | W+R   | B+R   | W+R   | B+R  | 7-1       | Qualificato allo spareggio per la finale |
| Ō Meien          | X     | X     | X     | X    | –     | B+R   | W+R   | B+R   | X    |           | Retrocesso                               |
| Kimio Yamada     | W+R   | B+5,5 | X     | X    | X     | –     | B+R   | W+R   | X    | 4-4       |                                          |
| Cho Sonjin       | X     | X     | X     | X    | X     | X     | –     | X     | W+R  | 1-7       | Retrocesso                               |
| Masaki Ogata     | X     | X     | X     | X    | X     | X     | W+R   | –     | X    | 1-7       | Retrocesso                               |
| Hideyuki Sakai   | B+0,5 | X     | X     | X    | B+3,5 | W+2,5 | X     | W+3,5 | –    | 4-4       |                                          |

## Finale
La finale è stata una sfida al meglio delle sette partite.